# Унтере-Штайнах
Унтере-Штайнах (нем. Untere Steinach) — река в Германии, протекает по Верхней Франконии (земля Бавария), правый приток Шоргаста. Речной индекс 241186. Образуется на территории коммуны Графенгехайг при слиянии двух речек — Шлакенмюлбах (Schlackenmühlbach) и Гросе-Ребах (Großer Rehbach). В описании характеристик реки рассматриваются иногда совместно Унтере-Штайнах, Гросе-Ребах, Ребах (Rehbach) и Кляйнер-Ребах (Kleiner Rehbach)
. Тогда общая длина реки 24,71 км, площадь бассейна 139,51 км². Высота истока Унтере-Штайнаха 417 м. Высота устья 317 м.
Система водного объекта: Шоргаст → Вайсер-Майн → Майн → Рейн → Северное море.